# Klara Ziegler
Pour les articles homonymes, voir Ziegler.
Klara Ziegler (Munich, 27 avril 1844 - 19 décembre 1909) est une comédienne et écrivaine allemande.